# Alpes de Sarentino
Os Alpes de Sarentino  (em alemão:  Sarntaler Alpen) é um maciço montanhoso que se encontram na região da  Província autónoma de Bolzano da Itália. O cume mais alto é o  Punta Cervina  com 2.781 m.

## Localização
Os Alpes de Stubai têm a Nordeste os Alpes de Zillertal dos Alpes do Tauern ocidentais, a Sudeste as Dolomitas de Gardena e de Fassa das Dolomitas e a Noroeste os Alpes de Venoste.

## SOIUSA
A Subdivisão Orográfica Internacional Unificada do Sistema Alpino (SOIUSA) dividiu os Alpes em duas grandes Partes: Alpes Ocidentais e Alpes Orientais, separados pela linha formada pelo  Rio Reno - Passo de Spluga - Lago de Como - Lago de Lecco.
Os Alpes de Venoste, os Alpes de Stubai, e os Alpes de Sarentino formam os Alpes Réticos orientais

### Classificação  SOIUSA
Segundo a SOIUSA este acidente geográfico é uma Sub-secção alpina com as seguintes características:
- Parte = Alpes Orientais
- Grande sector alpino = Alpes Orientais-Centro
- Secção alpina = Alpes Réticos orientais
- Sub-secção alpina =  Alpes de Sarentino
- Código = II/A-16.III

## Imagens

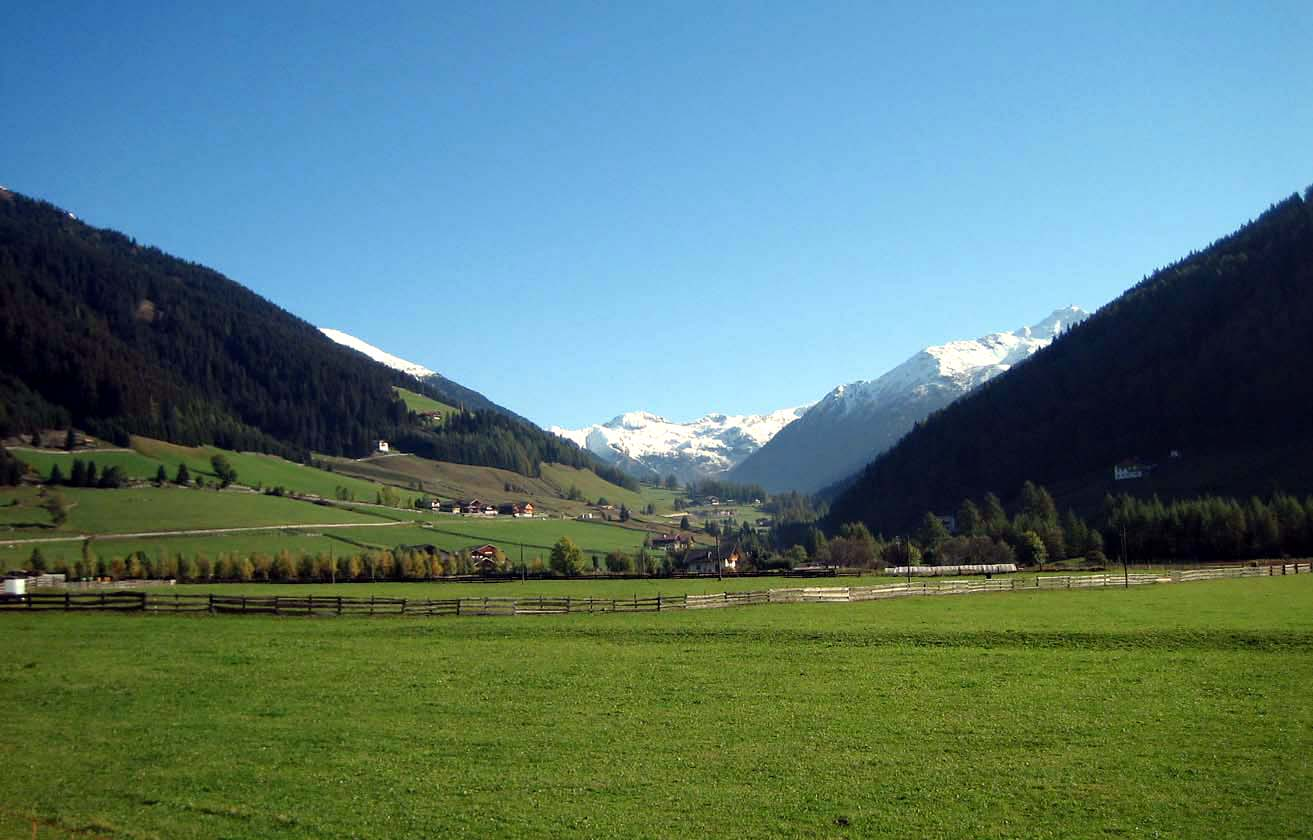
O Sarntal